# Henri Saint-Georges
 (novembre 2023).
Si vous disposez d'ouvrages ou d'articles de référence ou si vous connaissez des sites web de qualité traitant du thème abordé ici, merci de compléter l'article en donnant les références utiles à sa vérifiabilité et en les liant à la section « Notes et références ».
Henri Saint-Georges est un ancien animateur à la radio et à la télévision de Radio-Canada dans les années 1960 à la fin 1970[réf. nécessaire].
Aujourd'hui, Henri St-Georges est conférencier et est aussi l'auteur d'un livre sur la motivation : La force du vouloir et du pouvoir ainsi que son nouvel ouvrage "Faites-vous confiance, vous réussirez".